# Südasien-Institut
Koordinaten: 49° 24′ 37″ N, 8° 41′ 24″ O

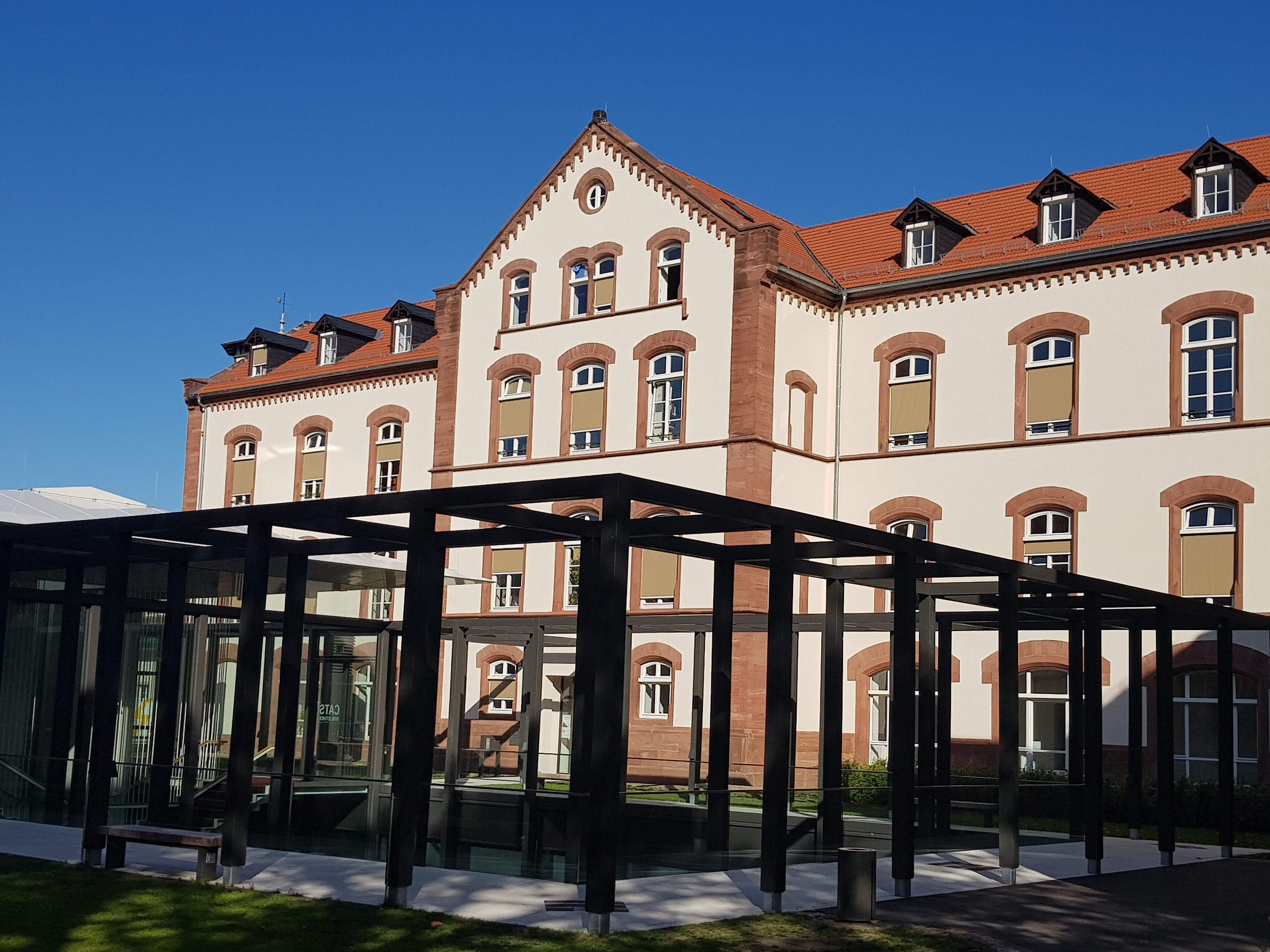
Das Südasien-Institut der Universität Heidelberg

Das Südasien-Institut (SAI) ist ein interdisziplinäres Zentrum der Ruprecht-Karls-Universität Heidelberg für die Forschung und Lehre über Südasien (d. h. die Länder Indien, Pakistan, Bangladesch, Nepal, Sri Lanka, Bhutan und die Malediven). Aufgrund der engen sprachlichen und historischen Verbundenheit mit dem südasiatischen Subkontinent werden angrenzende Kulturregionen wie Afghanistan oder Tibet ebenfalls im Südasien-Institut berücksichtigt. Das Südasien-Institut wurde im Jahr 1962 gegründet. Seit 2019 befindet es sich im Stadtteil Bergheim, wo es im Rahmen des Centrums für Asienwissenschaften und Transkulturelle Studien (CATS) mit den übrigen asienwissenschaftlichen Instituten der Universität räumlich zusammengeführt wurde.

## Lehrstühle und Außenstellen
Als eine zentrale wissenschaftliche Einrichtung der Universität Heidelberg verfügt das Südasien-Institut heute über sieben Lehrstühle, nämlich Entwicklungsökonomie, Ethnologie, Geographie, Geschichte Südasiens, Kultur- und Religionsgeschichte Südasiens (Klassische Indologie), Neusprachliche Südasienstudien (Moderne Indologie) und Politische Wissenschaft Südasiens. Das Südasien-Institut kooperiert darüber hinaus besonders eng mit denjenigen Lehrstühlen an der Universität Heidelberg, die einen Schwerpunkt in Südasien aufweisen. Dies gilt insbesondere für die im Rahmen des Exzellenzclusters „Asien und Europa im globalen Kontext“ geschaffenen Lehrstühle Global Art History, Visual and Media Anthropology und Buddhist Studies. Das Südasien-Institut verknüpft so Sozial- und Wirtschafts- und Geowissenschaften mit historisch und philologisch ausgerichteten Kulturwissenschaften.
Das Südasien-Institut unterhält Außenstellen in Neu-Delhi, Kathmandu und Colombo sowie eine Vertretung in Islamabad. Besondere Aufgabe des Südasieninstituts ist die Vermittlung interkultureller Kompetenz.

## Ehemalige Unterbringung
Das bis 2019 vom Südasien-Institut genutzte Gebäude liegt im Campus im Neuenheimer Feld (INF 330). Es wurde 1970 von dem Architekten Carlfried Mutschler erbaut und von dem Künstler Winfred Gaul im Außenraum mit Skulpturen ergänzt. Christine Mäurer und Ludwig Schwöbel die ehemaligen Partner von Mutschler haben den ehemaligen Hörsaal 2001 in eine Bibliothek umgebaut.

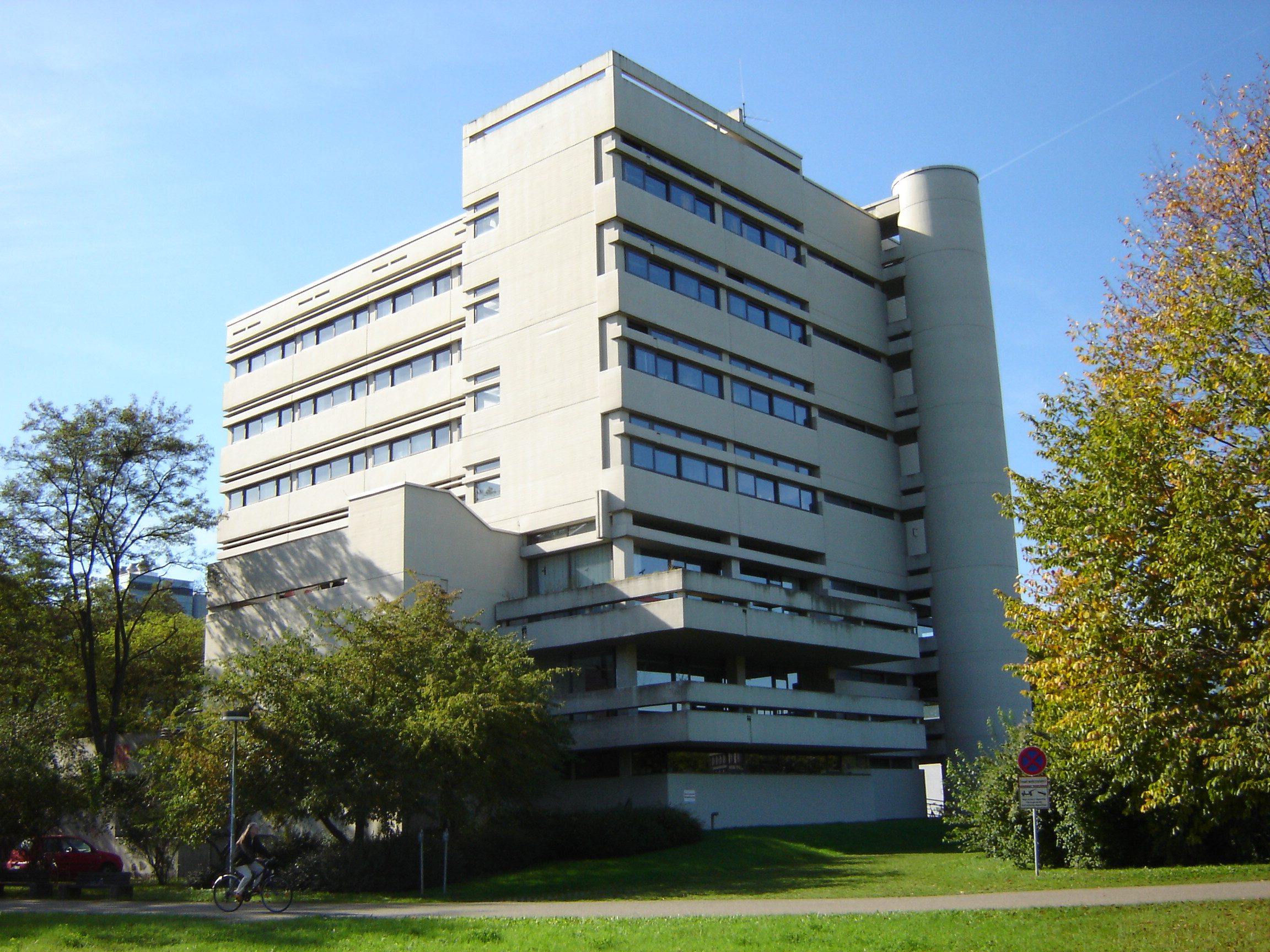
Ehemalige Unterbringung des Südasien-Instituts
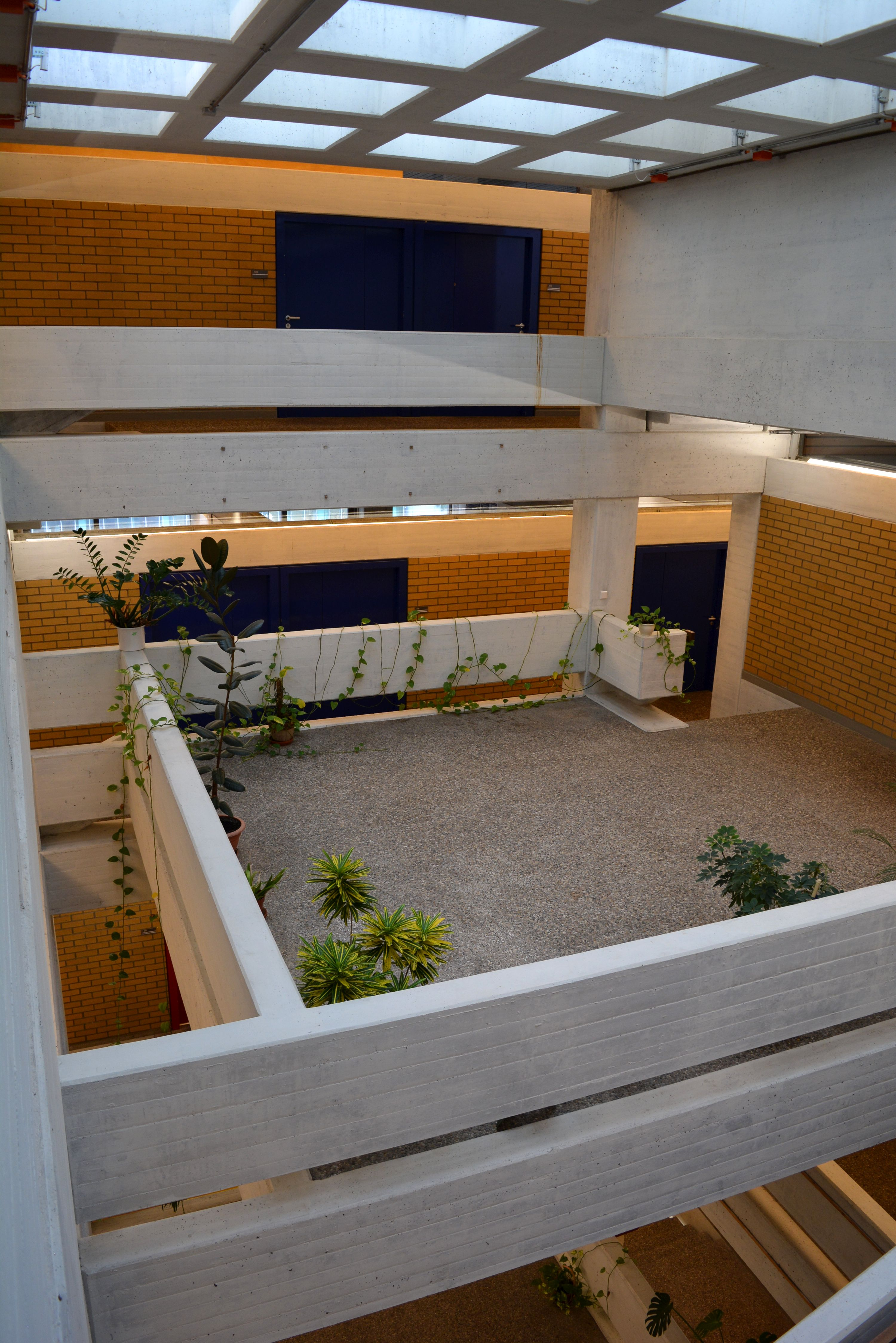
Innenraum mit Split-Level (2024)
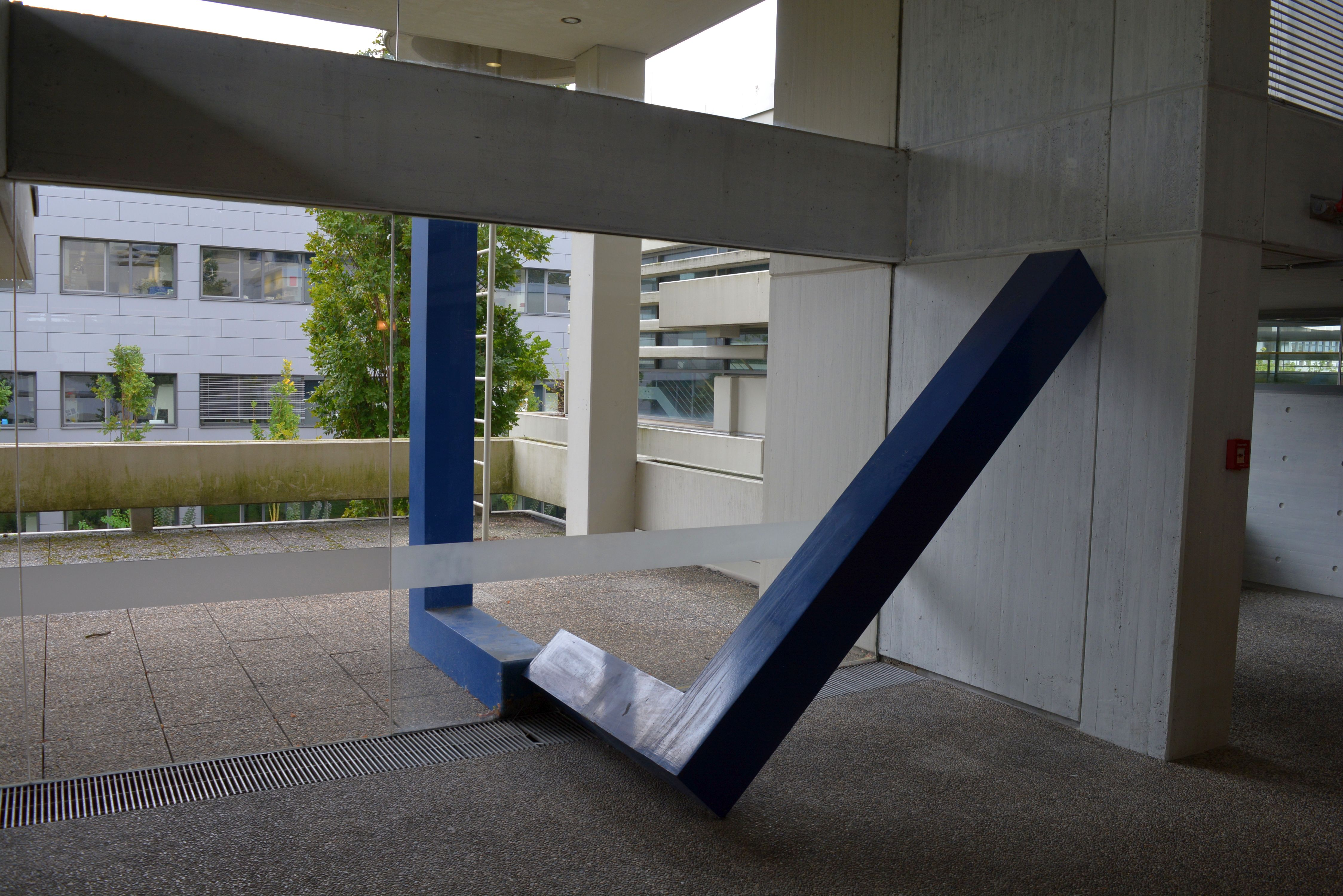
Eingang mit Kunst am Bau (2024)

## Abteilungen
- Entwicklungsökonomie
- Ethnologie
- Geschichte Südasiens
- Geographie Südasiens
- Kultur- und Religionsgeschichte Südasiens (ehemals Klassische Indologie)
- Neuere Sprachen und Literaturen Südasiens (ehemals Moderne Indologie)
- Politische Wissenschaft Südasiens

## Publikationen
Das Südasien-Institut veröffentlicht zwei Forschungsreihen:
1. Beiträge zur Südasienforschung (BSAF) [Contributions to South Asian Studies]
2. South Asian Studies (SAS)